# Allotrochosina schauinslandi
Espèce
Synonymes
- Lycosa schauinslandi Simon, 1899
- Lycosa maunganuiensis Berland, 1925

Allotrochosina schauinslandi est une espèce d'araignées aranéomorphes de la famille des Lycosidae.

## Distribution
Cette espèce est endémique de Nouvelle-Zélande.

## Description
Le mâle décrit par Vink en 2002 mesure 7,4 mm et la femelle 8,9 mm.

## Étymologie
Cette espèce est nommée en l'honneur de Hugo Hermann Schauinsland (1857–1937).

## Publication originale
- Simon, 1899 : Ergebnisse einer Reine nach dem Pacific (Schauinsland 1896-1897). Arachnoideen. Zoologische Jahrbücher. Abteilung für Systematik, Geographie und Biologie der Tiere, vol. 12, p. 411-437 (texte intégral).